# Isla de San Pedro (ö i Colombia)
Isla de San Pedro är en ö i Colombia.   Den ligger i departementet Boyacá, i den centrala delen av landet, 170 km nordost om huvudstaden Bogotá. Isla de San Pedro ligger i sjön Laguna de Tota.